# Freisitz Eyring

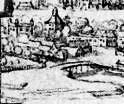
Schloss Egeregg und Freisitz Eyring; Ausschnitt aus einem Gemälde von Lucas van Valckenborch von 1593

Der Freisitz Eyring (später Freisitz Steyrerhof oder Wankmüllerhof) befand sich in Linz (Oberösterreich) in der Nähe des heutigen Neuromed Campus, auch Niedernhart genannt (früher eigenständige Gemeinde Waldegg). Auf einem Gemälde von Lucas van Valckenborch von 1593 erkennt man neben dem Schloss Egeregg mit vier Türmchen das zeltartige Dach des Freisitzes Eyring. Heute ist an der Stelle des ehemaligen Freisitzes eine moderne Überbauung mit dem futuristisch wirkenden Gebäude des ÖAMTC errichtet. Die Straßenbezeichnung Wankmüllerhofstraße ist heute noch vorhanden, von dem Freisitz selbst ist nichts mehr erhalten.

## Geschichte

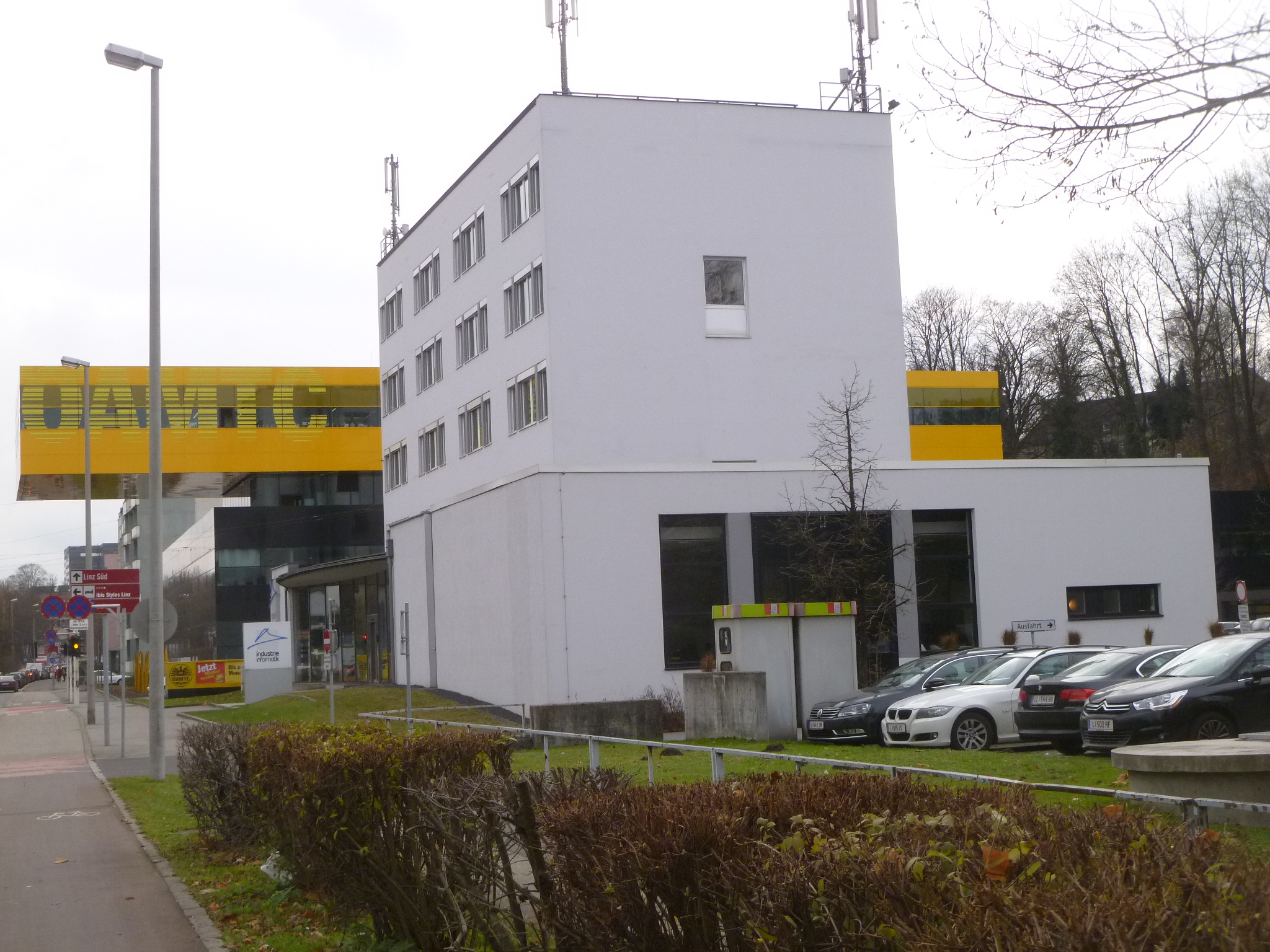
Gebäude des ÖAMTC in der Wankmüllerhofstraße

Ein erstes Gebäude entstand hier um 910 durch den Grafen Eberhard von Sempta, der auch in Ebelsberg eine Festung gegen die Ungarn errichten ließ. Dann sollen die Herren von Prag den Hof besessen haben. Ein Freisitz Eyring wird 1337 erstmals genannt. Ursprünglich hieß er „Eyringsperg“, später mit „Eybelsberger“ bezeichnet. Besitzer waren die Linzer Bürger Leb und Otto die Puezzer; der Hof brannte 1627 ab. 1668 verkaufte Joachim Enzmilner, späterer Graf zu Windhag, den Freisitz an Gabriel Heinrich von Baldegger. 1736 erwarb der Stadtdechant Max Gandolph Steyrer von Rottenthurm den Ansitz für seinen Vetter Johann Andrä Steyrer (daher hieß das Anwesen längere Zeit Steyrerhof). 1802 wurde der Besitz von der Familie Wankmüller erworben und hieß seitdem nach dieser Familie. Bis 1803 war der Ansitz ein passauisches Lehen. 1837 brannte das Anwesen durch eine Brandstiftung nieder.

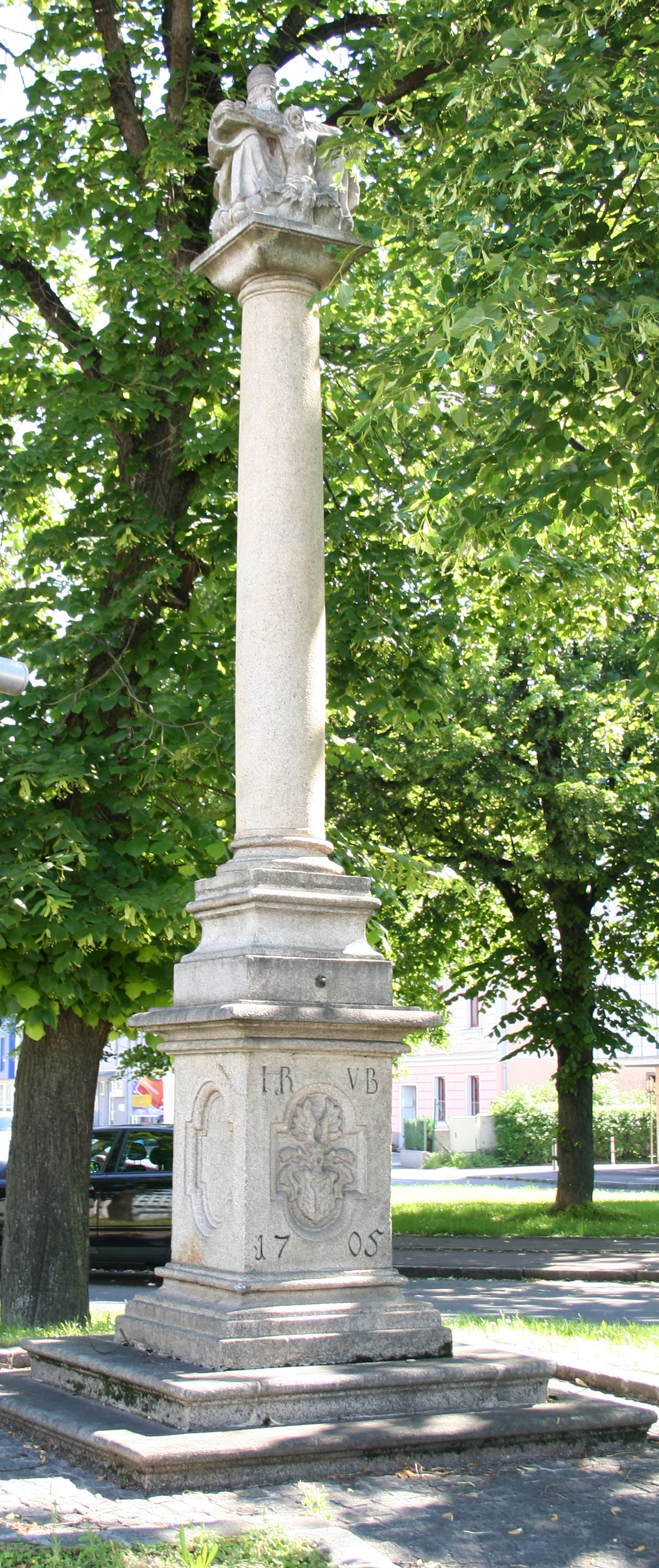
Gnadenstuhl auf dem Bulgariplatz 1

## Dreifaltigkeitssäule
Von den Baldeggern stammt das einzig heute erhaltene und in Linz öffentlich zugängliche Relikt des Freisitzes Eyring, nämlich eine Dreifaltigkeitssäule (Listeneintrag): Ignaz Reichhard von Baldegger hatte diese barocke Säule 1705 auf seinem Grund errichten lassen. Im Sockel trug sie die Anfangsbuchstaben seines Namens „I.R.V.B.“ und zeigte noch das Errichtungsjahr 1705 an. Nach 1736 ließ Johann Andrä Steyrer eine Immakulata-Statue am Säulenschaft und seine Anfangsbuchstaben „J.A.S.“ anbringen. Die baufällig gewordene Säule wurde 1935 auf den damaligen Landwehrplatz (heute Bulgari-Platz) als Kriegerdenkmal für die 1934 im Österreichischen Bürgerkrieg Gefallenen des Bundesheeres versetzt und renoviert. 1938 wurde sie von den Nationalsozialisten als „politisches Denkmal“ abgetragen. Nach 1945 erfolgte eine Wiedererrichtung in veränderter Form, dabei sind der ursprüngliche Schaft mit einem reichen Volutenkapitell und die später angefügten Immaculata  verloren gegangen. Heute erhebt sich auf dem noch originalen und reich profilierten Postament eine toskanische Säule mit würfelkapitellartigem Aufsatz; darauf findet sich eine barocke Gnadenstuhlplastik (= Dreifaltigkeit). Diese Dreifaltigkeitssäule befindet sich auf dem Bulgariplatz 1.
Die Säule wird bisweilen in einen legendenhaften Zusammenhang mit der Mariensäule in der Meggauerstraße gebracht. An beiden Stellen hätten die zum Tod Verurteilten am Weg zur Richtstätte nach Kleinmünchen Gelegenheit zu letzten Reuegebeten gehabt. Vielleicht wird es auch so gewesen sein, doch wurden sie kaum für diesen Zweck errichtet; dafür waren sie gewiss zu teuer.